# Haie d'honneur
 (août 2013).
Si vous disposez d'ouvrages ou d'articles de référence ou si vous connaissez des sites web de qualité traitant du thème abordé ici, merci de compléter l'article en donnant les références utiles à sa vérifiabilité et en les liant à la section « Notes et références ».

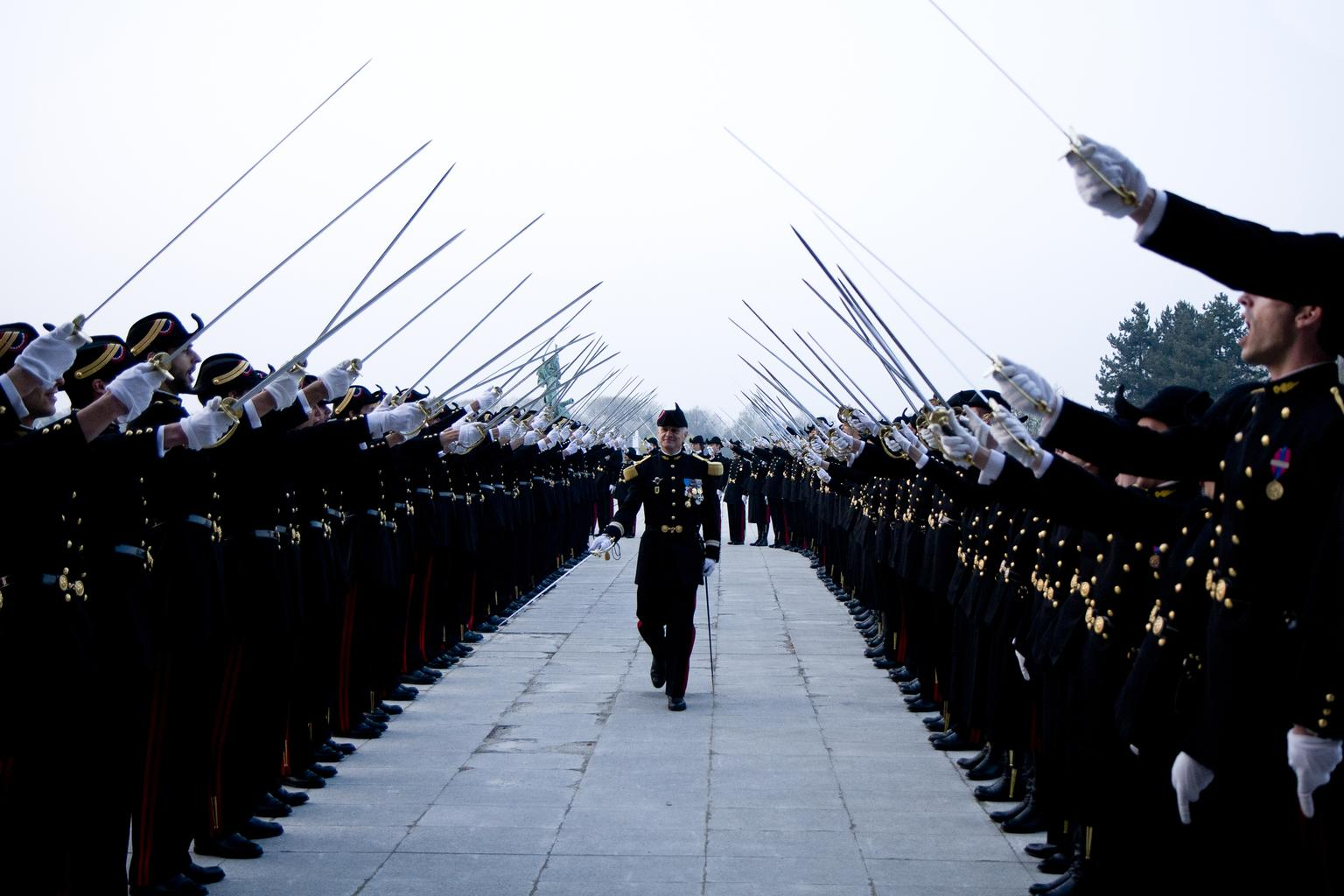
Haie d'honneur avec épées à l'École polytechnique.

Une haie d'honneur est une formation humaine consistant en une double rangée de personnes alignées côte à côte le long d'un chemin que doit emprunter un individu, un couple, une équipe ou un cortège destiné à être honoré.
Cette disposition permet donc à ce dernier d'avancer à son rythme. Les haies d'honneur peuvent se constituer à dessein dans le cadre d'un protocole politique, diplomatique, religieux, sportif, etc., mais elles peuvent également se créer de façon plus informelle, chaque participant cherchant à se trouver au plus près du parcours prévu et se disposant donc en file à côté de ses voisins. On constate ce phénomène sur certaines courses cyclistes en ligne les jours de grande affluence.